# I’ve Been to Hell
I’ve Been to Hell (в переводе с англ. — «Я побывал в аду») — третий мини-альбом немецкой пауэр-метал-группы Iron Savior, выпущенный 11 октября 2000 года. Релиз создан для демонстрации будущего альбома Dark Assault.

## Об альбоме
В I’ve Been to Hell вошли две новые песни и два кавера. Песни «I’ve Been to Hell» и «Never Say Die» в данном мини-альбоме имеют некоторые отличия от версий, вошедших в альбом 2001 года. Конкретнее в «I’ve Been to Hell» отсутствует лирика во время исполнения гитарного соло, а в «Never Say Die» нет вступительного интро.
В различных источниках I’ve Been to Hell указывается либо как мини-альбом, либо как сингл.

## Список композиций
| №                   | Название                                        | Автор(ы)                                                 | Длительность |
| ------------------- | ----------------------------------------------- | -------------------------------------------------------- | ------------ |
| 1.                  | «I've Been to Hell» (сингл-версия)              | Пит Силк                                                 | 4:04         |
| 2.                  | «Never Say Die» (отредактированная версия)      | Пит Силк                                                 | 4:24         |
| 3.                  | «The Hellion/Electric Eye» (кавер Judas Priest) | Гленн Типтон, Роб Хэлфорд, Кеннет Даунинг                | 4:18         |
| 4.                  | «Headhunter» (кавер Krokus)                     | Бутч Стоун, Крис фон Рор, Фернандо фон Арб, Марк Сторейс | 4:17         |
| Общая длительность: | Общая длительность:                             | Общая длительность:                                      | 17:03        |

## Участники записи
- Пит Силк — гитара, лидер-вокал
- Кай Хансен — гитара, вокал
- Ян-Сорен Эккерт — бас
- Йоахим Кестнер — гитара
- Томас Хак — ударные, перкуссия
- Андреас Кук — электронная клавиатура